# Литвинова, Анна Владимировна
А́нна Алексеевна Литви́нова (15 августа 1981 — 21 января 2013) — российская фотомодель.

## Биография
Анна Литвинова родилась в 1981 году в Новокузнецке (РСФСР, СССР).
Анна была финалисткой конкурса красоты «Мисс Россия 2003», а также победительницей конкурса «Мисс Вселенная — Россия 2006». Также Литвинова представляла Россию на конкурсе красоты «Мисс Вселенная 2006», где она вошла в топ-20 полуфиналисток.
В 2012 году у Анны была диагностирована злокачественная опухоль меланома. Она уехала в Германию на лечение, где и скончалась от этой болезни около года спустя, 21 января 2013 года. Кремирована и похоронена рядом с отцом в Новокузнецке.

## Семья
Отец — Алексей Георгиевич Литвинов (1948—2011). Мать — Валентина Степановна Литвинова (Степанова) (1953 г.р.). Родной брат Никита Алексеевич Литвинов (1980 г.р.).